# Arend Schoemaker
Arend Schoemaker (né le 8 novembre 1911 à Diever aux Pays-Bas et mort le 11 mai 1982) était un joueur de football international néerlandais.

## Biographie
Pendant sa carrière de club, Schoemaker joue dans le club du Quick La Haye.
Au niveau international, il est ensuite sélectionné par l'entraîneur anglais Bob Glendenning pour participer à la coupe du monde 1934 en Italie.